# 近義之里車站
近義之里車站（日语：／ Koginosato eki */?）是屬於水間鐵道水間線的車站，位於大阪府貝塚市鳥羽。 

## 車站構造
本站為側式月台1面1線的地面車站與無人車站。

## 車站周邊
- 國道26號
- 大阪府道40號岸和田牛滝山貝塚線

## 歷史
- 1969年6月10日：設站。

## 相鄰車站
水間鐵道
水間線
貝塚市役所前－近義之里－石才

## 相關題目
- 日本鐵路車站列表

1. ↑  大阪府統計年鑑（平成23年）PDF